# Bancarevo
Bancarevo (cyr. Банцарево) – wieś w Serbii, w okręgu niszawskim, w mieście Nisz. W 2011 roku liczyła 66 mieszkańców.